# Pallacanestro per sordi
La pallacanestro per sordi è una specialità sia paralimpica sia deaflympics, ovvero disciplina olimpica per sordi.

## Storia
La pallacanestro per sordi nasce negli Stati Uniti, durante gli anni '30 e '40. In Italia, il primo campionato italiano di basket per sordi fu nel 1976, ed è attualmente in vigore tuttora. 
A livello di selezione nazionale, la nazionale maschile esiste dal 1978 mentre quella femminile è stata istituita nel 2010 con la spinta della giornalista Terenzi Beatrice e l'aiuto della società ASD Sordi Pesaro.
Attualmente le squadre più riconosciute a livello nazionale sono la ASD Sordi Pesaro, ASD Royal Lions (che ha sede a Fabriano) e il GS ENS Varese le quali hanno rappresentato egregiamente l'Italia agli ultimi DIBF Eurocup disputatisi a Mosca a fine Novembre 2019 con un primo e un terzo posto.

## Cestisti sordi
Il primo cestista sordo ad entrare nella storia del basket è stato Lance Allred cestista statunitense che cominciò la carriera dal 2005 con la squadra francese Stade Philippin omnisports Rouen Basket per poi finire nel 2016 con la squadra portoricana Leones de Ponce. In Italia ha giocato con la Scavolini Pesaro per una sola stagione nel 2009.
Il secondo cestista sordo è Miha Zupan cestista sloveno, che ha militato con la squadra slovena DGN Lubiana per la stagione 1999/2000 fino alla squadra rumena CSM Oradea per la stagione dal 2015. In Italia ha giocato per una sola stagione nel 2010 con la New Basket Brindisi.

## Regole
Le regole sono simili a quelle previste negli statuti delle rispettive organizzazioni come la Federazione Italiana Pallacanestro, il Deaf International Basketball Federation, la Lega Italiana Pallacanestro Sordi e la Federazione Sport Sordi Italia. Ci sono alcune differenze come l'uso delle bandiere colorate al posto del fischietto (per gli arbitri) ed il divieto per i giocatori di usare protesi acustiche o l'impianto cocleare nei campi durante le partite.

## Campionati

### Campionati europei
In Grecia a Salonicco per l'edizione 2016 hanno vinto i due nazionali con il bronzo Nazionale maschile di pallacanestro e nazionale di pallacanestro femminile sordi italiani.

### Campionato italiano
Albo d'oro
- 1976 GS ENS Ravenna
- 1977 GS ENS Ravenna
- 1978 GS ENS Ravenna
- 1979 GS ENS Napoli
- 1980 GS ENS Ravenna
- 1981 GS ENS Bologna
- 1982 ASS Stabiesi
- 1983 GS ENS Ravenna
- 1984 ASS Stabiesi
- 1985 ASS Stabiesi
- 1986 ASS Stabiesi
- 1987 GS ENS Ravenna
- 1988 ASS Stabiesi
- 1989 ASS Stabiesi
- 1990 Forza Roma
- 1991 GS ENS Bologna
- 1992 Forza Roma
- 1993 ASS Stabiesi
- 1994 ASS Stabiesi
- 1995 Forza Roma
- 1996 Forza Roma
- 1997 GS ENS Ravenna
- 1998 GS ENS Ravenna
- 1999 GS ENS Bologna
- 2000 GS ENS Bologna
- 2001 GS ENS Pesaro
- 2002 Tripode Sordi Palermo
- 2003 Tripode Sordi Palermo
- 2004 GS ENS Pesaro
- 2005 GS ENS Pesaro
- 2006 GS ENS Bologna
- 2007 GS ENS Bologna
- 2008 GS ENS Bologna
- 2009 GS ENS Bologna
- 2010 ASD Real Sordi Palermo
- 2011 ASD Sordi Pesaro
- 2012 ASD Real Sordi Palermo
- 2013 non disputato
- 2014 non disputato
- 2015 ASD Sordi Pesaro
- 2016 ASD Royal Lions Fabriano [7]
- 2017 ?
- 2018 ?